# John Brown
John Brown (9. května 1800 Torrington – 2. prosince 1859 Charles Town) byl americký radikální abolicionista a křesťan, který věřil, že ozbrojené povstání je jedinou cestou k ukončení otrokářství ve Spojených státech. Patří k rozporuplným postavám amerických dějin. Abraham Lincoln o něm napsal, že je to nebezpečný fanatik, dodnes o něm někteří historici tvrdí, že byl jedním z otců terorismu, zatímco jiní ho obdivují jako „nejstatečnějšího a nejhumánnějšího člověka v zemi" a „člověka výjimečného, který si cenil svých ideálů více než vlastního života."
Proslavil se především svým neúspěšným útokem na federální zbrojnici 16. října 1859 v Harpers Ferry ve Virginii (dnešní Západní Virginii). Jeho cílem bylo vyzbrojit uprchlé otroky a vyvolat povstání proti otrokářům.
Historikové se shodují, že hrál významnou roli v událostech vedoucích k Americké občanské válce.

## Masakr u Pottawatomie
Po přestěhování do Kansasu zjistil, že se místní otrokáři chovají neočekávaně drsně jak k otrokům, tak i k politickým odpůrcům. Brown se údajně dozvěděl, že se stane cílem útoku i jeho rodina, a proto se rozhodl jednat jako první. S několika přáteli a dvěma syny 24. května 1856 u říčky Pottawatomie přepadl chaty, ve kterých sídlilo pět příznivců otrokářství. Celou pětici zajal a zavraždil je.

## Přepadení zbrojnice v Harpers Ferry
Dne 16. října 1859 John Brown a 21 dalších mužů přepadli federální zbrojnici v Harpers Ferry ve Virginii, kde bylo uskladněno kolem 100 000 pušek a mušket, za účelem vyzbrojení uprchlých otroků a vyvolání povstání proti jižanským otrokářům.
Nicméně povstání bylo po 36 hodinách federálními silami po vedením Roberta E. Lee potlačeno a John Brown byl uvězněn. Přepadení si celkem vyžádalo třináct úmrtí, z toho dvanáct na straně povstalců. Brown byl shledán vinným z vraždy, velezrady a z podněcování povstání otroků a odsouzen k trestu smrti oběšením.

## Henry D. Thoreau o Brownovi
Americký filozof Henry David Thoreau věnoval Johnu Brownovi své tři eseje: Obhajoba kapitána Johna Browna, Mučednictví Johna Browna a Poslední dny Johna Browna. Všechny eseje se nesou v duchu chvalořečení jeho osoby. Thoreau souhlasí s jeho zásadou, že pokud vláda selže v nastolování spravedlnosti a hájí utiskovatele místo utiskovaných, má člověk nesporné právo zasáhnout za účelem osvobození otroka proti otrokáři silou.
Vyzdvihuje vlastnosti, kterých si na něm cenil: odvahu, zdravý rozum, čestnost, věrnost mravním zásadám a odhodlání podle nich jednat.
V eseji Obhajoba kapitána Johna Browna jej Thoreau cituje:
| „ | Je mi líto nebohých otroků, kterým nikdo nepomůže. Proto jsem zde - nikoliv proto, abych dal průchod nějaké osobní nevraživosti, odplatě či záštiplné povaze. Jde o můj soucit s utlačovanými a pokořenými, kteří jsou lidmi stejně jako vy a v očích božích mají tutéž hodnotu. | “ |

## Úmrtí
Rozsudek smrti byl vykonán dne 2. prosince 1859. Ráno před popravou četl John Brown z Bible a napsal svůj poslední dopis svojí ženě, který obsahoval též jeho závěť. V 11:00 byl eskortován na pole, kde stála šibenice, 11:15 byl oběšen a v 11:50 byl prohlášen za mrtvého. Do rakve bylo tělo vloženo i s oprátkou kolem krku. Rakev s Johnem Brownem potom byla naložena na vlak a odvezli ji na jeho rodinnou farmu v New Yorku, kde byl pohřben. 
R.W. Emerson po Brownově popravě napsal, že se „šibenice stane stejně vznešenou jako Kristův kříž."

## Píseň John Brown's Body
Píseň John Brown's Body nebo též John Brown's Song je pochodová píseň o Johnu Brownovi, která obsahuje známý refrén „glory, glory, aleluja“. Píseň byla populární zejména během americké občanské války.

## Galerie

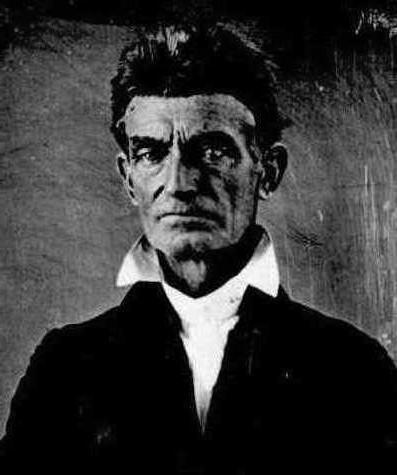
John Brown
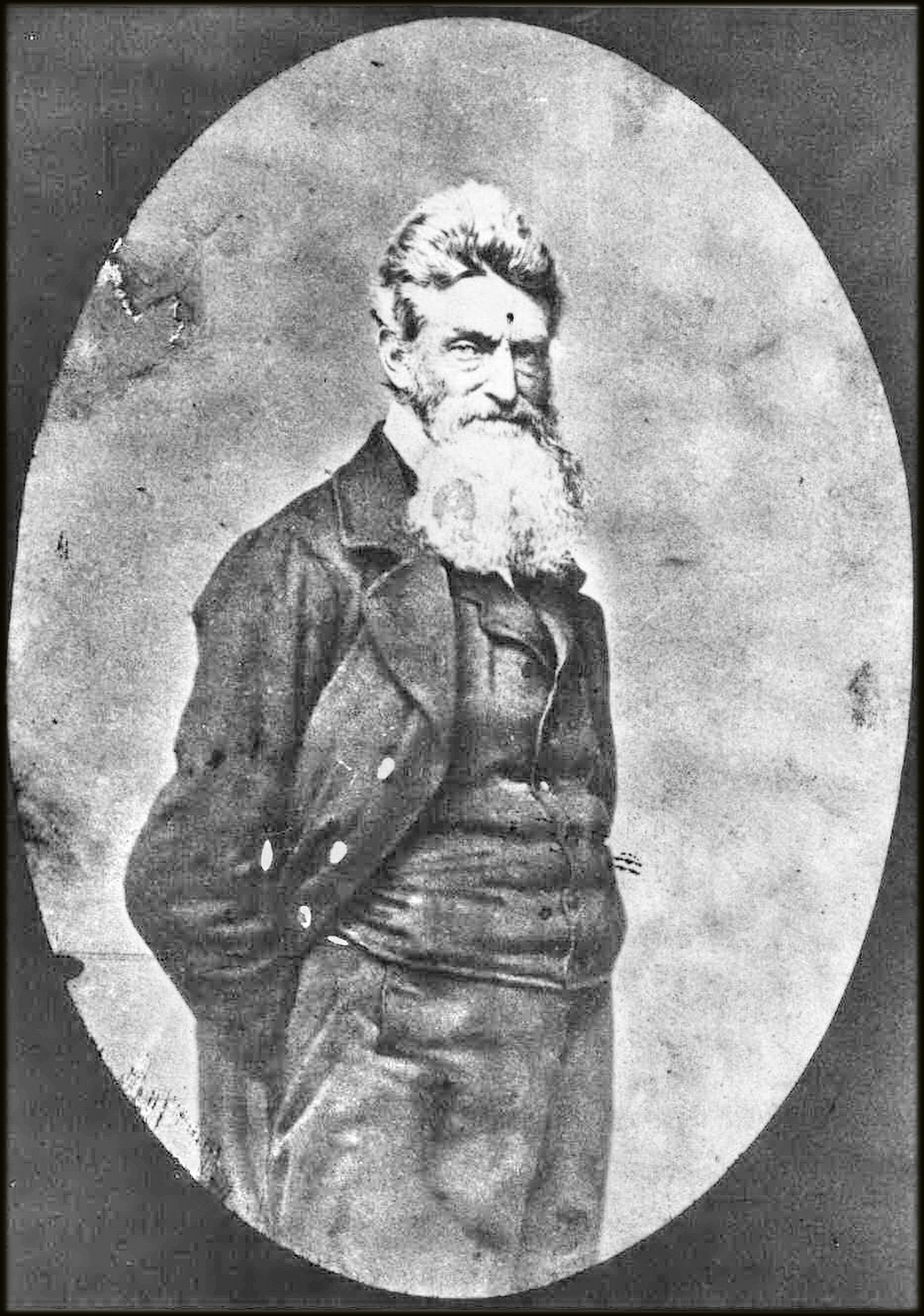
J. B. v r.1859
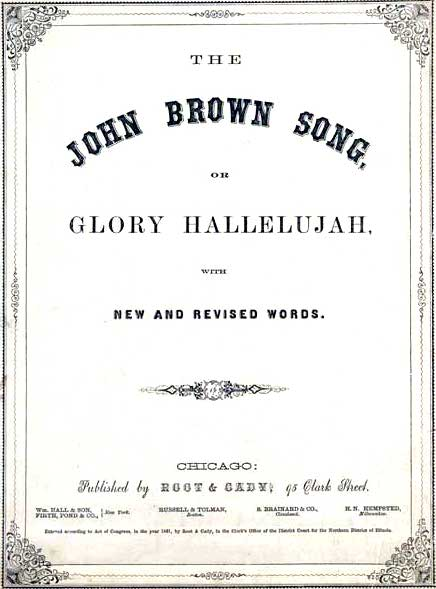
Úvodní list (obálka) písně John Brown's Song z roku 1861.